# تاريخ اليهود في تونس

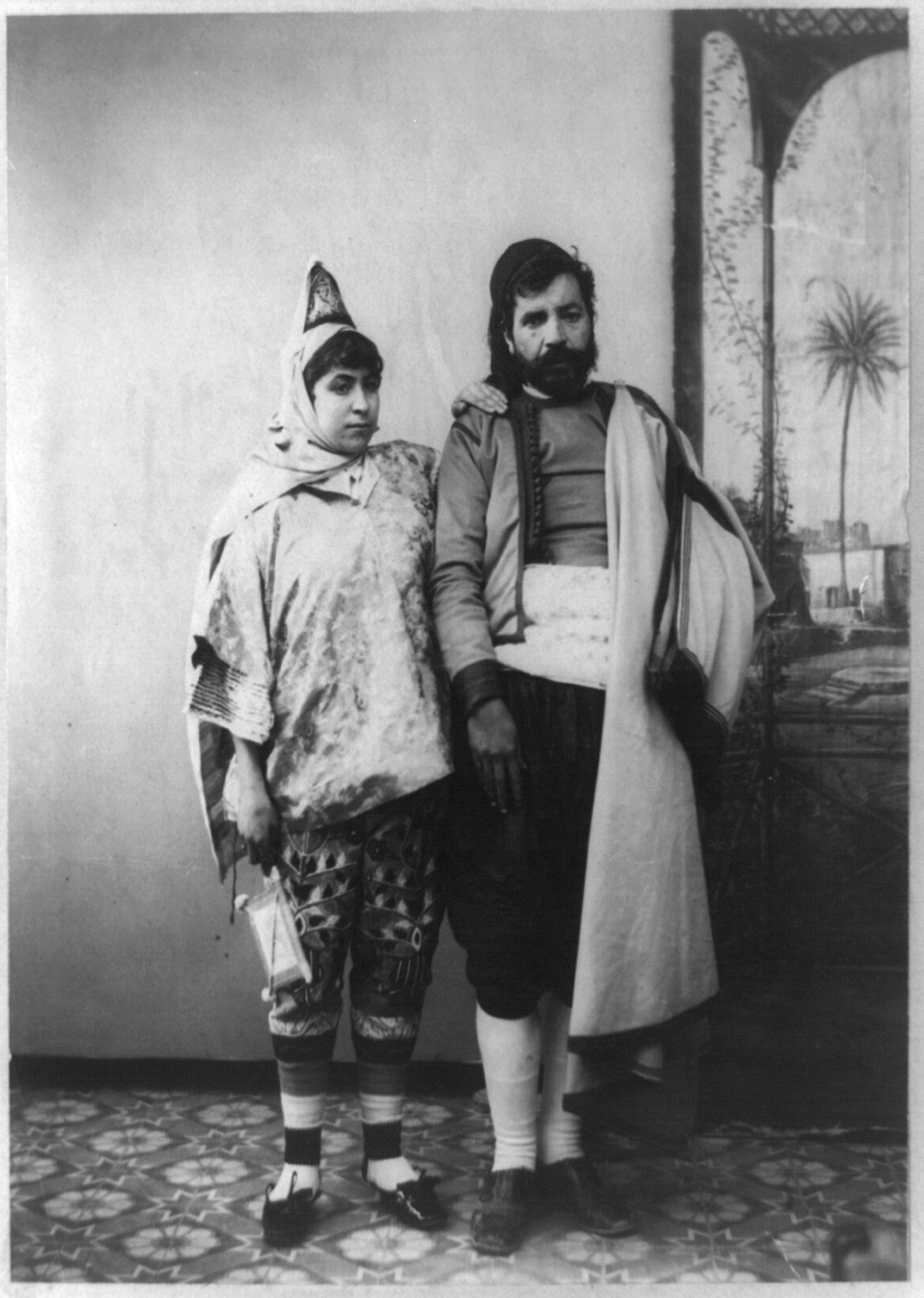
زوجان من اليهود التونسيين في أوائل القرن العشرين

تاريخ اليهود في تونس يغطي ما يقرب من 2,600 سنة. شوهدوا في القرن الثاني ولكن ربما أكثر، نمت الجالية اليهودية في تونس نتيجة لموجات متتالية من الهجرة وتبشير كبير قبل ما يعوق تنميتها عن طريق إجراءات معادية لليهودية في العصر البيزنطي.
بعد الفتح الإسلامي لتونس، مرت اليهودية التونسية بفترات من الحرية النسبية أو الأوج الثقافي إلى أوقات من التمييز ملحوظة. وصولا على أراضيها من اليهود الذين طردوا من شبه الجزيرة الايبيرية، في كثير من الأحيان عن طريق ليفورنو، يتغير بشكل ملحوظ وجهها. تحسن وضعهم الاقتصادي والاجتماعي والثقافي بشكل ملحوظ مع ظهور الحماية الفرنسية قبل أن يصبحوا في خطر أثناء الحرب العالمية الثانية مع الاحتلال من قبل دول المحور. قيام دولة إسرائيل في عام 1948 أثار استجابة معادية للصهيونية واسعة الانتشار في العالم العربي، والتي من خلالها ظهر التحريض القومي، تأميم الشركات، تعريب التعليم وجزء من الإدارة. غادر اليهود تونس في كتلة بداية من أعوام 1950، بسبب المشاكل المذكورة والمناخ العدائي الذي خلقته أحداث بنزرت في عام 1961، وحرب الأيام الستة في عام 1967. عدد السكان اليهود في تونس والتي تقدر بحوالي 105,000 في عام 1948، لم يبق منها أكثر من 1,100 شخص في عام 2018. أي أقل من 0.1% من مجموع السكان فيما تذكر مصادر أخرى بأنه يوجد نحو 2.000 يهودي في تونس ويتمركزون بشكل أساسي في جزيرة جربة ومدينة حلق الوادي وحي لافيات بالعاصمة تونس.
يهود تونس يقيمون الآن في إسرائيل وفرنسا، حيث حافظة على هوية مجتمعها، من خلال تقاليده، ومعظمهم من روافد السفارديم اليهودية، ولكن مع الاحتفاظ على الخصوصيات الخاصة بهم. اليهودية الجربية على وجه الخصوص، تعتبر أكثر وفية للتقاليد منذ ظلت خارج نطاق تأثير الاتجاهات الحداثية، حيث تلعب دورا مهيمنا.

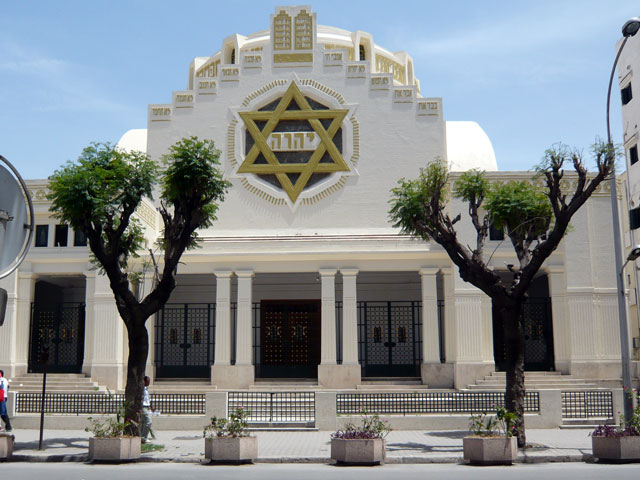
كنيس تونس

## العمل السياسي
رشح بعض اليهود أنفسهم في قوائم الأحزاب التونسية لانتخابات المجلس الوطني التأسيسي في 23 أكتوبر 2011 ومنهم الحرفية والفنانة المعروفة صديقة كسكاس رئيسة قائمة الاتحاد الشعبي الجمهوري في دائرة تونس 2 وجيل يعقوب للوش (Gilles Jacob Lellouche) في المرتبة الثانية في نفس القائمة.

## محرقة يهود تونس
حين وقعت فرنسا في أيدي الألمان في سنة 1940، أرغمت المستعمرات الفرنسية على العمل بسياسات حكومة فيشي. وفي نوفمبر تشرين الثاني 1942، وبعد غزو الحلفاء للمغرب والجزائر، حررت قوات الجيش الألماني، الفيرماخت، الأراضي التونسية ترافقها وحدة تابعة للإس إس كانت مهمتها تطبيق السياسة المناهضة لليهود في تونس.
وبلغ عدد اليهود الذين تم ترحيلهم إلى معسكرات الاعتقال النازية في أوروبا نحو 13 ألف يهودي. وباحتلال الحلفاء لشمال أفريقيا عام 1942، نجا يهود تلك المنطقة من مصير اليهود في أوروبا.

## من أعلام اليهود التونسيين
- نسيم شمامة، وزير المالية للدولة الحسينية قبل الحماية.
- ألبير شمامة شيكلي، من رواد السينما التونسية.
- بول صباغ، مؤرخ ومناضل في الحزب الشيوعي التونسي في الأربعينات.
- ميشال بوجناح، ممثل فرنسي من أصل تونسي.
- ألبير ممي، كاتب تونسي.
- سيلفان شالوم، وزير إسرائيلي من أصل تونسي.
- كوليت فلوس، أديبة تونسية.
- جيلبار النقاش، أديب وكاتب تونسي.
- جورج عدة، سياسي ونقابي تونسي.
- ألبير بسيس، وزير وبرلماني تونسي.
- أندريه باروش، وزير وبرلماني تونسي.
- روجيه بيسموت، برلماني تونسي.
- حبيبة مسيكة، أحد أبرز مغني وممثلي تونس.
- الشيخ العفريت (1897– 1939)، مغني وأحد أبرز الفنانين التونسيين.
- روني الطرابلسي (1962–): وزير السياحة في تونس (2018 – )
- ديفيد جمالي، لاعب كرة قدم تونسي.
- فيكتور بيريز، ملاكم تونسي.
- عوفر لالوش، نحات ومصمم مطبوعات ورسام إسرائيلي من أصل تونسي.
- لويزا تونسية، مغنية وموسيقية تونسية.
- ريف كوهين، مغنية وكاتبة أغاني وممثلة إسرائيلية من أصل تونسي.
- بيار ليفي، هو فيلسوف فرنسي من أصل تونسي.
- أمير حداد، مغني ومؤلف موسيقي فرنسي إسرائيلي من أصل تونسي.
- جاكلين الطيب، هي كاتبة ومغنية وكاتبة أغاني فرنسيّة من أصل تونسي.

## وصلات خارجية
- محرقة يهود شمال أفريقيا.